# Frunze, Nîjnohirskîi
Frunze (în ucraineană Фрунзе) este un sat în comuna Kistocikivka din raionul Nîjnohirskîi, Republica Autonomă Crimeea, Ucraina.

## Demografie
Componența lingvistică a localității Frunze
     Rusă (78,22%)
     Ucraineană (12,66%)
     Tătară crimeeană (6,63%)
     Belarusă (1,66%)
Conform recensământului din 2001, majoritatea populației localității Frunze era vorbitoare de rusă (78,22%), existând în minoritate și vorbitori de ucraineană (12,66%), tătară crimeeană (6,63%) și belarusă (1,66%).